# Louis Malbert
Le commandant Louis Malbert (1881-1949) était le capitaine du remorqueur Iroise, basé à Brest, qui a sauvé 38 navires du naufrage de 1924  à 1933.

## Biographie

### Le capitaine au long cours
Louis Malbert est né le 18 juillet 1881 à Saint-Quay-Portrieux. Son père décède en 1891 alors qu'il a dix ans. Il est élevé par sa mère, sa grand-mère et sa tante. Il a aussi pour tuteur le mari d'une cousine de son père, "l'oncle" Albert Gourio, capitaine au long cours et plusieurs fois cap-hornier. Ce dernier le recommande et il embarque en 1896 en tant que mousse sur le trois-mâts Kerjoseph, où le commandant repère ses qualités. Il prépare à Nantes le brevet d'officier de marine marchande et embarque en 1900, cette fois en tant que lieutenant, à bord du trois-mâts Claire-Menier. Il intègre ensuite l'école d'hydrographie de Saint-Brieuc et obtient son brevet d'officier en 1902. En 1907, il remplit les conditions requises pour l'obtention du brevet de capitaine au long cours : âge supérieur à 24 ans et 60 mois de navigation. 
Il commande successivement les grands voiliers trois-mâts : Pierre-Loti, Edmond - Rostand, Noémi, Pierre-Antonine, La Rochefoucauld et le quatre-mâts Champigny, et passe 17 fois le cap Horn.
Il sert pendant la guerre comme capitaine d'un navire de commerce. En 1919, il attrape la grippe espagnole à San Francisco et, sauvé de justesse, est déclaré inapte à la navigation au long cours.

### Le navire Iroise

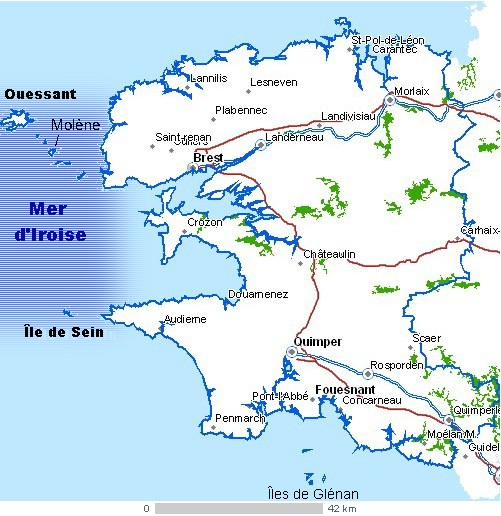
Mer d'Iroise et rade de Brest

Après la guerre, Louis Malbert accepte de prendre la direction du chantier naval que son "oncle" Gourio vient de créer à Brest, et toute la famille emménage au 2 quai de la douane, dans le port de commerce de Brest. Il continue de naviguer un peu au cabotage, à la pêche, ou pour l'administration des phares et balises. Il participe à plusieurs renflouements (cargo Saint-Nicolas, paquebot Lipari, chalutier Serpolet).
En 1922, Henri Cangardel crée l'Union Française Maritime (UFM), qui crée des stations permanentes de sauvetage et d'assistance, à la suite du naufrage du paquebot Afrique en 1920. Quatre stations sont créées à Marseille, le Verdon, Saint-Nazaire et Brest. Après 1925, seule la station de Brest subsiste.
En 1924, Henri Cangardel achète un remorqueur de 1911, confisqué à la Russie : le Tchernomore (« mer Noire » en russe). Il avait fait partie de la flotte russe antibolchévique de la Mer Noire ralliée à Wrangel, et saisi pour dettes par le gouvernement français. Il était en train de pourrir dans le port de Bizerte. En dépit d'un état extérieur déplorable dû à plusieurs années sans maintenance, il s'agissait d'un navire remarquablement solide et bien construit, dont les machines étaient encore en excellent état. En plus d'un moteur à vapeur puissant, ce navire disposait aussi de pompes et de moyens de lutte anti-incendie. 
Il est remis à neuf à Saint-Nazaire et rebaptisé Iroise, du nom de la mer au large de Brest. Il va remplacer à Brest Le Puissant, remorqueur de 1000 chevaux, ce qui était insuffisant.
Cangardel fait appel au commandant Malbert, qui devient le capitaine du remorqueur de sauvetage et assistance Iroise le 6 décembre 1924, activité qu'il mène en parallèle avec celle de dirigeant du chantier naval Gourio.
Le sauvetage en mer existait auparavant, rendu possible par l'invention de la TSF, qui permettait aux navires en détresse d'appeler à l'aide. Mais il était assuré par des navires étrangers qui se faisaient payer cher et avaient la réputation de « vautours » des mers. Louis Malbert, même s'il se faisait payer aussi, a redonné ses lettres de noblesse au sauvetage en mer.
Entre 1924 et 1933, l'Iroise sortira 80 fois du port et sauvera 38 navires et des centaines de marins du naufrage.
À partir de 1930, l'Iroise est concurrencée par des remorqueurs plus modernes, comme le hollandais Rodzee (protagoniste avec l'Iroise d'une mémorable mêlée pour prendre le premier en remorque le splendide paquebot l'Atlantique, ravagé par un incendie au large de Guernesey) et surtout par le Seefalke allemand, un remorqueur plus moderne, équipé de moteurs Diesel. En effet l'Iroise est équipée d'une machine à vapeur classique à triple expansion, chauffant au charbon. Pour pouvoir appareiller en urgence sur un appel de détresse, L'Iroise doit rester en permanence sous pression et consomme, même à quai, une grande quantité de charbon, ajoutée aux coûts salariaux des chauffeurs et soutiers. A contrario, le Seefalke, lui aussi basé à la pointe de Bretagne, est opérationnel en un petit quart d'heure après un démarrage à froid, grâce à la technologie Diesel qui supprime également les corvées de charbonnage, de chauffe et de décrassage des chaudières.

### La "retraite"
Fin septembre 1931, Louis Malbert prend sa retraite et quitte Brest pour retourner à Saint-Quay-Portrieux. 
L'Iroise, bateau vieillissant et dépassé par ses concurrents, cesse ses sortie en 1933, et l'UFM fait faillite en 1935. L'Iroise est racheté par des Algériens, puis rebaptisé Irini Vernicos (1936) sous pavillon grec et enfin Atrato (1938) sous pavillon panaméen. Il participe en 1938 et 1939 à l'émigration vers la Palestine de juifs européens fuyant le nazisme. Il heurte une mine en 1943, est renfloué par les allemands, sabordé puis renfloué à nouveau. Il est finalement démoli en 1951.
En 1939, Henri Cangardel fonde l'Union des Remorqueurs de l'Océan (URO). Louis Malbert, qui s'ennuie à Saint-Quay, accepte de travailler pour lui et part à La Rochelle. Il s'agit cette fois non plus de sauver des navires du naufrage, mais de renflouement et de remorquage portuaire. Mais la guerre et l'occupation allemande réduisent l'activité. Son fils Louis, résistant, est tué en juin 1944, ce qui l'affecte durement. Louis Malbert, fatigué et souffrant (d'un cancer du poumon ?) continue de travailler pour l'URO, mais son état s'aggrave fin 1948 et il décède à La Rochelle le 29 janvier 1949 en criant « En avant toute ! ». Lors des funérailles à Saint-Quay, Henri Cangardel dit « La marine marchande française perd en lui l'un de ses plus vaillants capitaines ».

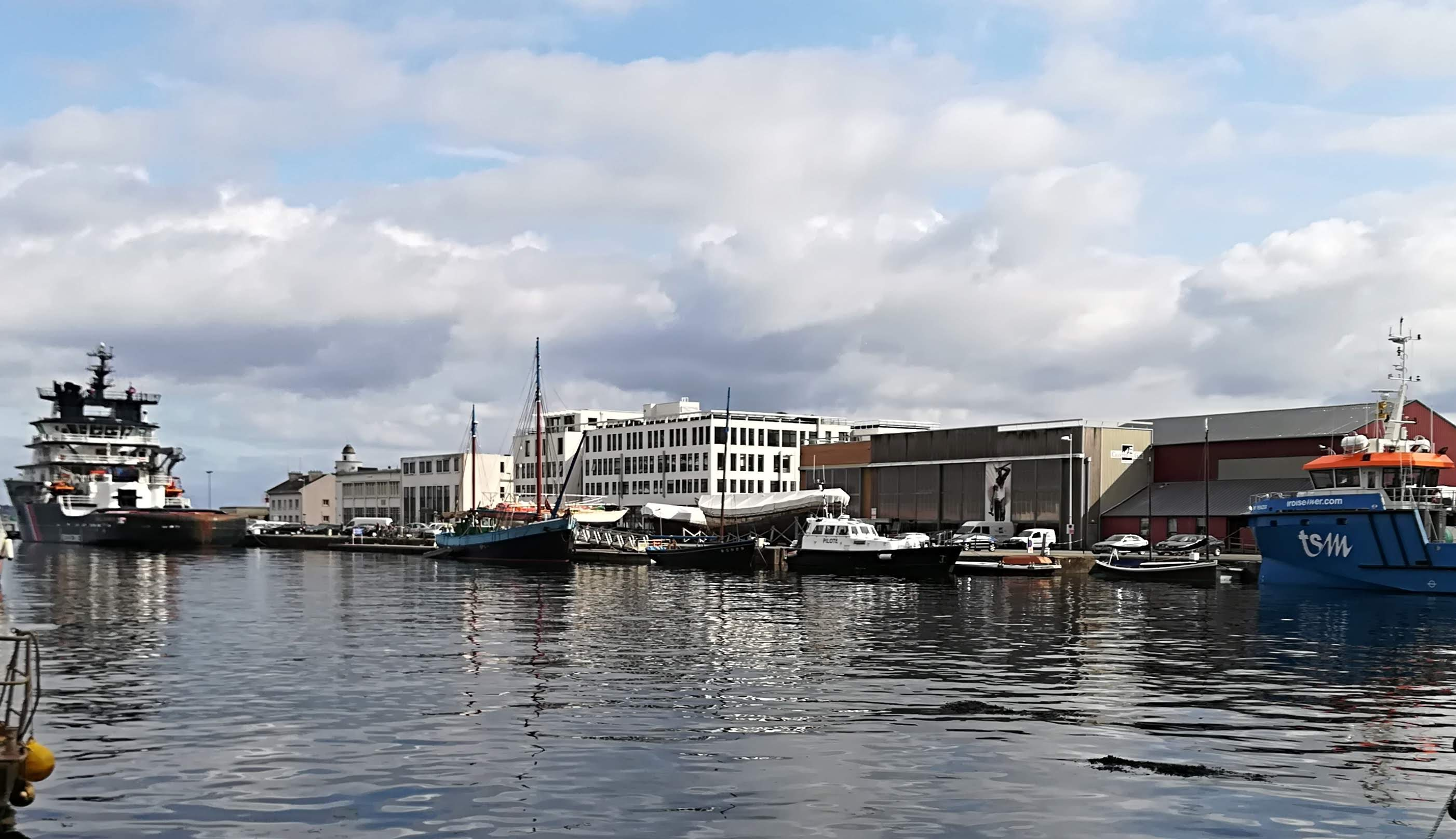
Vue du quai du commandant Louis Malbert à Brest, avec le chantier du Guip, l'Abeille Bourbon, Notre-Dame de Rumengol, la Bergère de Domrémy

## Hommages
Au cours de sa carrière, le commandant Malbert reçoit 51 décorations. Il est fait chevalier de la Légion d'honneur le 29 juillet 1928 et reçoit la médaille d'or du sauvetage en 1929 et 1930. 
Roger Vercel s'est inspiré de Louis Malbert, qu'il a rencontré en 1934, pour l'écriture du roman Remorques, paru en 1935, dont a été tiré le film du même nom. 
Un quai du port de commerce de Brest, où est amarré le remorqueur Abeille Bourbon, et la rue qui le prolonge portent le nom du commandant Malbert. 

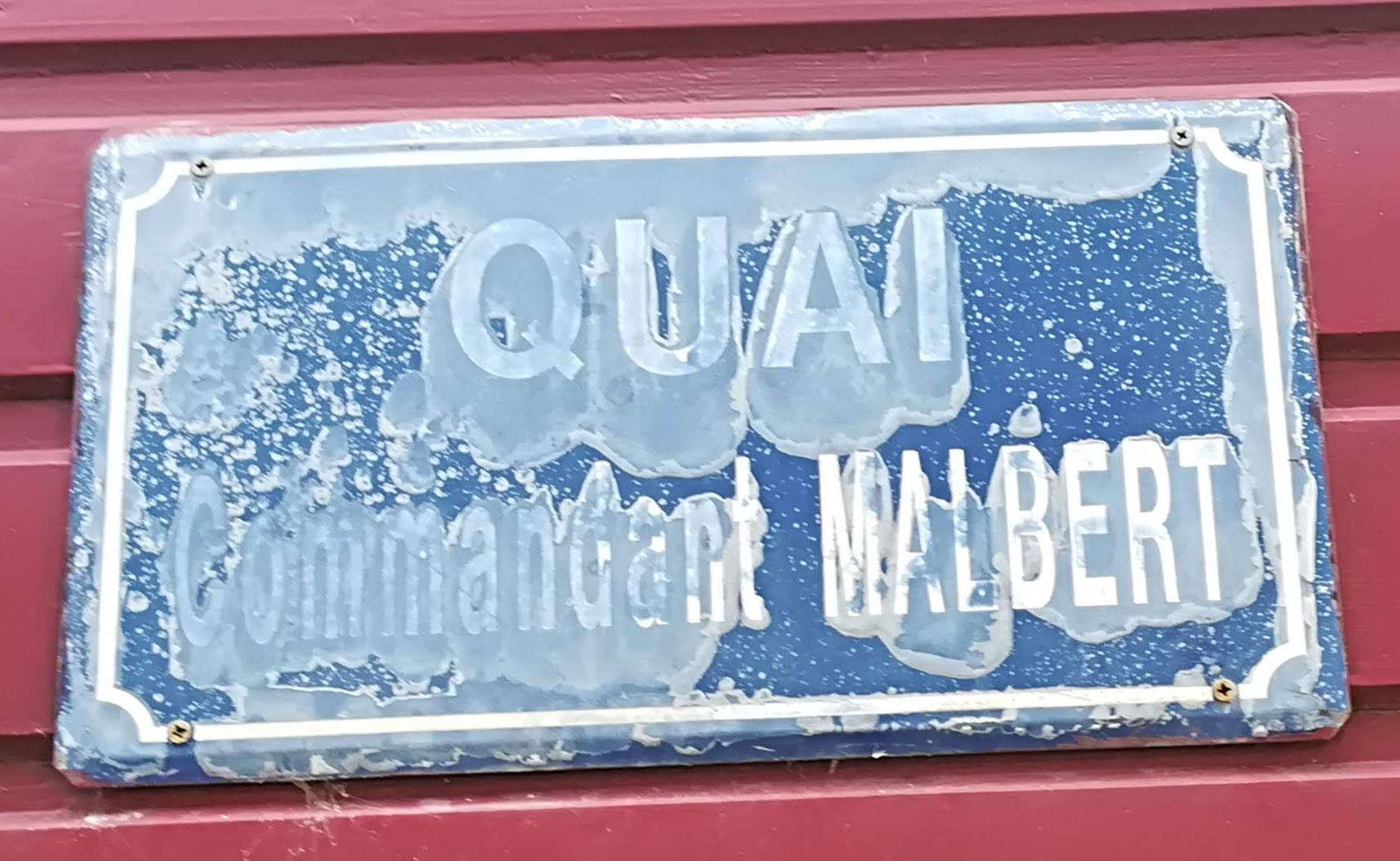
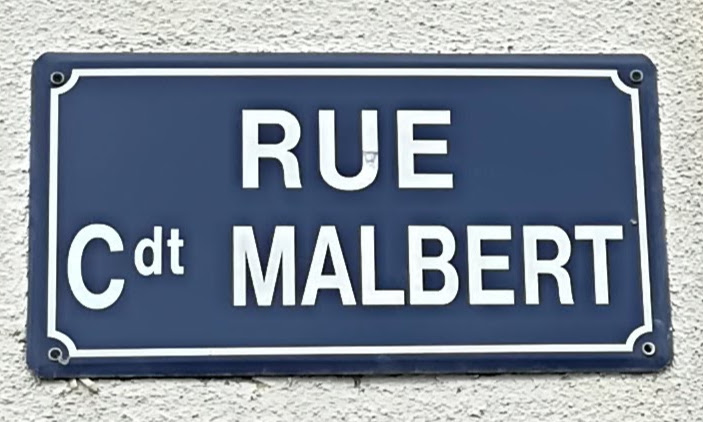

Un cargo vapeur de 5 600 t, affrété par l'UIM dirigée par Henri Cangardel, construit en 1950 et ayant fait naufrage en 1964, portait le nom de : Capitaine Louis Malbert. 
Henri Cangardel fait ériger à Saint-Quay, au pied du sémaphore, une stèle en son honneur en 1950.  
Louis Malbert fait une apparition au début du roman La sirène du port de Joël Raguénès.  